# Alchemilla sericea
Alchemilla sericea é uma espécie de rosácea do gênero Alchemilla, pertencente à família Rosaceae.